# Општина Пунђешти (Васлуј)
Пунђешти (рум. Pungeşti) општина је у Румунији у округу Васлуј.
Oпштина се налази на надморској висини од 193 m.